# Orbita synchroniczna
Orbita synchroniczna – orbita wokół ciała niebieskiego (zazwyczaj planety) o okresie równym średniemu okresowi, z jakim ciało niebieskie obraca się wokół własnej osi. Orbitujący obiekt (zazwyczaj sztuczny satelita) obraca się w tym samym kierunku co ciało niebieskie.

## Właściwości

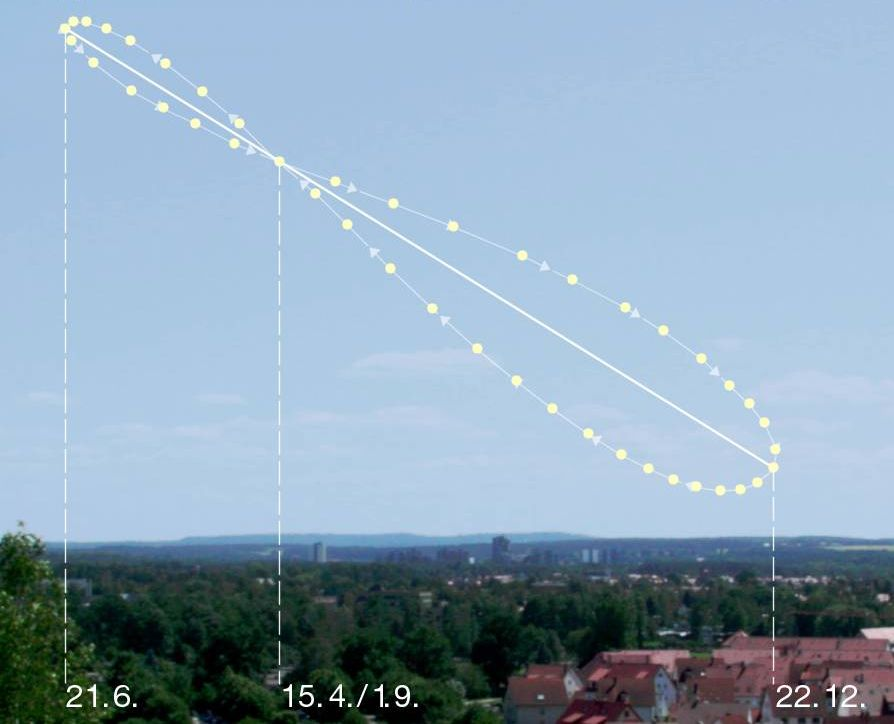
Analemma

Satelita na kołowej orbicie synchronicznej, leżącej w płaszczyźnie równika, będzie wydawał się obserwatorowi na planecie zawieszony w jednym punkcie nad równikiem. Dla satelity obiegającego Ziemię taka orbita nazywana jest geostacjonarną i jest szczególnym przypadkiem orbity geosynchronicznej.
Orbita synchroniczna nie musi być jednak ani kołowa, ani położona na płaszczyźnie równika. Obiekt na orbicie synchronicznej o niezerowej inklinacji będzie wydawał się oscylować na północ i na południem od punktu nad równikiem, a obiekt na orbicie eliptycznej  -  na wschód i na zachód. Kombinacja obu zjawisk sprawia, że obserwowany obiekt zdaje się poruszać po figurze podobnej do liczby 8, tzn. analemmie.

## Przykłady
Przykładem ciała niebieskiego na orbicie synchronicznej jest księżyc Plutona, Charon. Najczęściej o orbicie synchronicznej mówi się w kontekście sztucznych satelitów telekomunikacyjnych.